# Solaris Urbino 9 LE electric
Solaris Urbino 9 LE electric – niskowejściowy elektryczny autobus miejski klasy MIDI produkowany od 2022 r. przez polskie przedsiębiorstwo Solaris Bus & Coach w Bolechowie-Osiedlu. Należy do rodziny autobusów miejskich Solaris Urbino. Jest bezpośrednim następcą modelu Urbino 8,9 LE electric.

## Historia

### Geneza

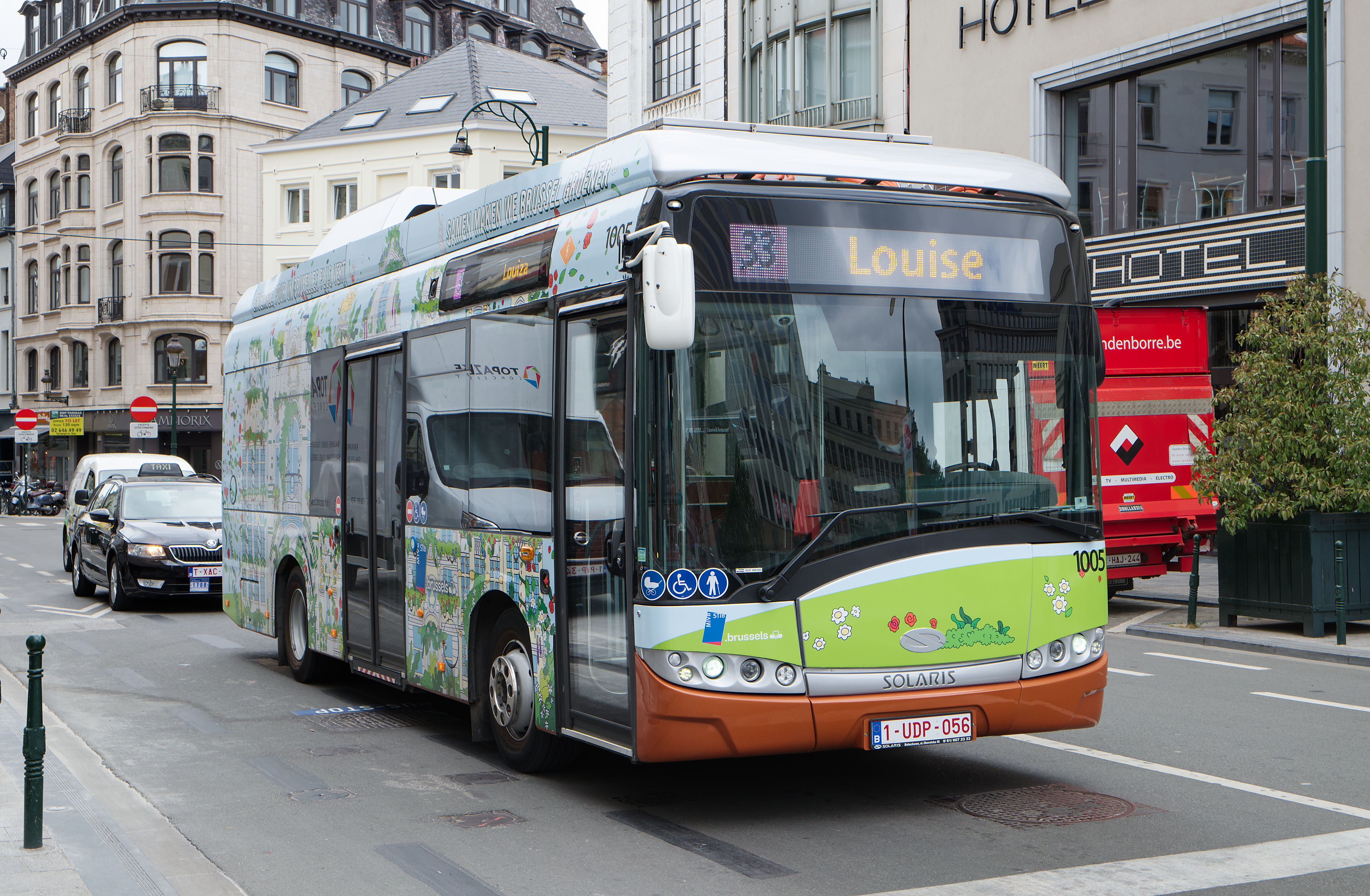
Solaris Urbino 8,9 LE electric

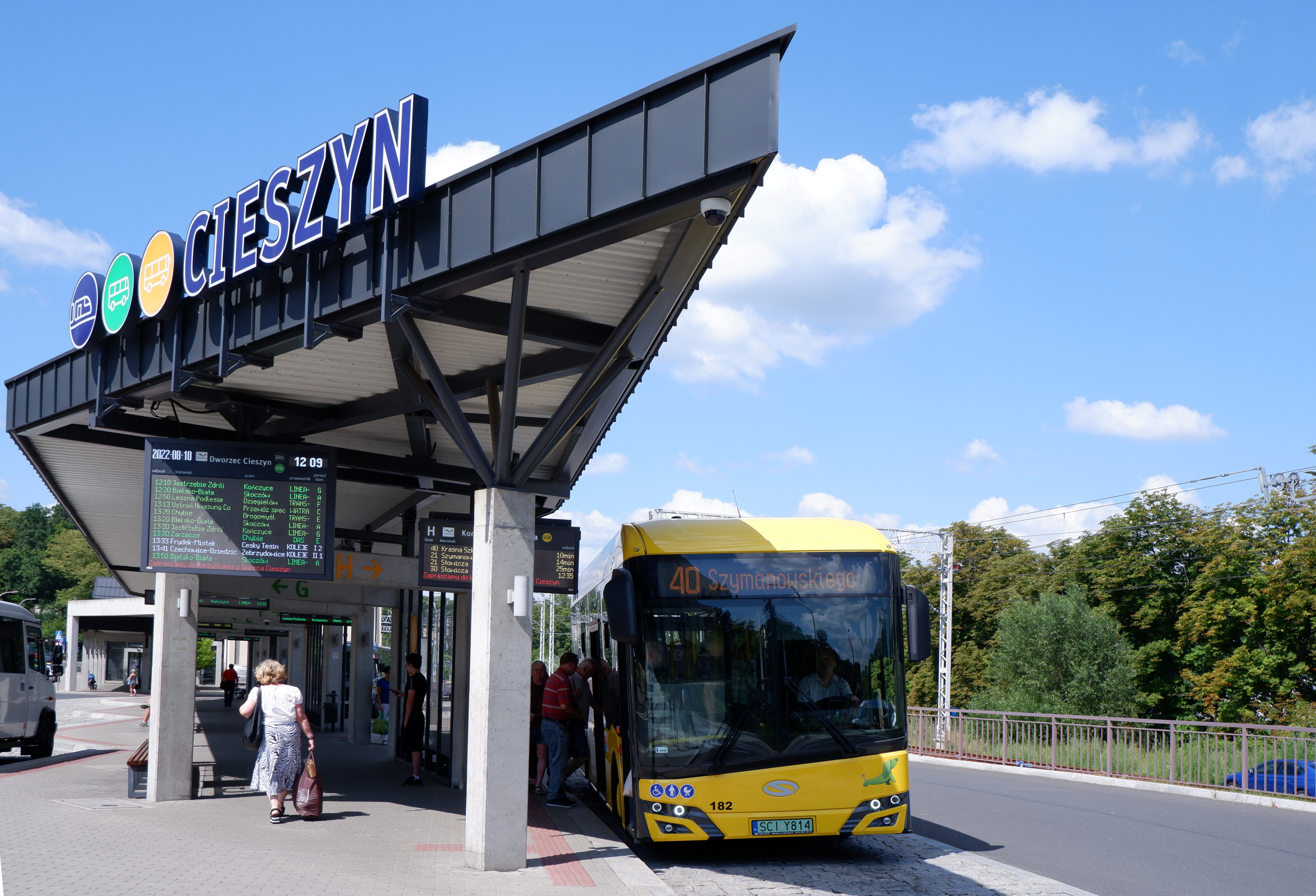
Solaris Urbino 9 LE należący do ZGK Cieszyn

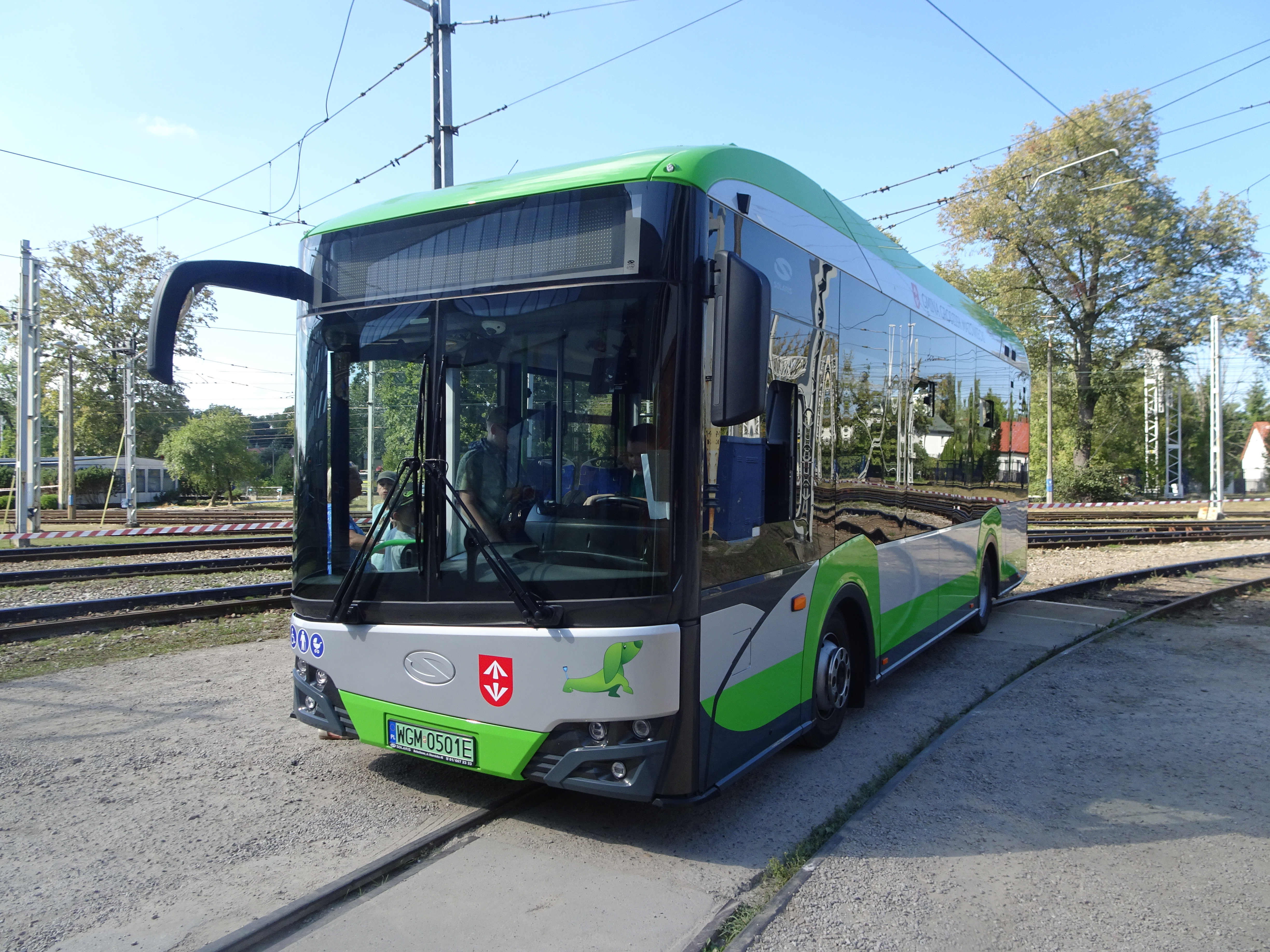
Solaris Urbino 9 LE należący do Grodziska Mazowieckiego

W 2011 r. Solaris Bus & Coach zaprezentował swój pierwszy w pełni elektryczny autobus miejski – był to niskowejściowy model Solaris Urbino 8,9 LE electric powstały na bazie konstrukcji Urbino 8,9 LE III generacji z napędem konwencjonalnym. W 2013 r. autobus ten trafił do seryjnej produkcji. Do 2021 r. wyprodukowano kilkadziesiąt pojazdów tego typu. Solaris rozwinął swoją ofertę autobusów elektrycznych o kolejne modele – Urbino 12 electric w 2013 r. oraz Urbino 18 electric w 2014 r. Od 2014 r. Solaris stopniowo zastępował oferowane dotychczas modele III generacji nowymi w ramach IV generacji rodziny Urbino, w tym także Urbino 12 electric i Urbino 18 electric.

### Urbino 9 LE electric
30 września 2021 r. odbyła się premiera nowego modelu Urbino 9 LE electric. Został on zunifikowany z pozostałymi modelami IV generacji Urbino. Podobnie jak zaprezentowany wcześniej Urbino 15 LE electric, autobus ten może być dostosowany do wymogów zarówno autobusów miejskich (klasy I), jak i podmiejskich (klasy II). Prototypowy egzemplarz wyposażony został w centralny silnik elektryczny o mocy 220 kW oraz baterie o pojemności 350 kWh. Był to pierwszy model Solarisa wyposażony w system kamer i ekranów w kabinie kierowcy, które zastępują tradycyjne lusterka zewnętrzne. Urbino 9 LE electric jest najkrótszym modelem z rodziny Urbino, jest także węższy o 10 cm od pozostałych modeli. Podobnie jak modele Urbino 8,9 LE i Urbino 8,9 LE electric, został on skonstruowany z myślą o liniach przebiegających przez wąskie ulice w centrach miast lub kręte, górskie trasy. 

## Konstrukcja
Autobusy Solaris Urbino 9 LE electric napędzane są centralnym silnikiem elektrycznym o mocy 220 kW. Napęd przenoszony jest na tylną oś pojazdu. Energia elektryczna gromadzona jest w bateriach litowo-jonowych Solaris High Power lub Solaris High Energy o pojemności ponad 350 kWh. Ładowanie odbywa się standardowo przez złącze plug-in, opcjonalnie także przez pantograf na dachu. Jako przednią oś wykorzystano oś niezależną ZF, a jako tylną – oś sztywną DANA. Dostępne są dwa rozmiary kół – 265x70R19.5 lub 285x70R19.5. Zastosowano układ kierowniczy RB Servocom. Autobus wyposażony jest w systemy EBS, ABS i ASR, a także opcjonalnie w ESC. 
Nadwozie autobusu wykonano ze stali odpornej na korozję. Autobus jest o 10 cm węższy od pozostałych modeli rodziny Urbino. Wejście na pokład zapewniają dwie pary drzwi w układzie 1-2-0. Naprzeciw drugich drzwi znajduje się przestrzeń dla osoby niepełnosprawnej, a w drugich drzwiach znajduje się rampa. Autobus jest niskowejściowy, tzn. część przestrzeni pasażerskiej za drugimi drzwiami znajduje się na podwyższeniu. Wysokość wejścia wynosi 320 mm lub 335 mm (zależnie od rozmiaru kół). Wysokość ta może zostać obniżona o ok. 70 mm w przyklęku. W zależności od aranżacji wnętrza, na pokładzie może znaleźć się do 27 miejsc siedzących w konfiguracji miejskiej lub do 31 miejsc w konfiguracji podmiejskiej. Łącznie autobus może przewieźć do 73 osób w wersji miejskiej i do 60 w podmiejskiej. Wnętrze jest klimatyzowane i przewietrzane przez wentylatory dwukierunkowe. 
| Długość            | 9270 mm             |
| Wysokość           | 3300 mm lub 3315 mm |
| Szerokość          | 2450 mm             |
| Rozstaw osi        | 4480 mm             |
| Zwis przedni/tylny | 2200 mm / 2590 mm   |
| Wysokość wejścia   | 320 mm lub 335 mm   |

## Eksploatacja
Pierwsze zamówienia na model Urbino 9 LE electric złożone zostały jeszcze przed oficjalną premierą. W czerwcu 2022 r. pierwsze wyprodukowane egzemplarze trafiły do odbiorców. W Polsce pierwsze dwa Urbino 9 LE electric trafiły do ZGK w Cieszynie, kolejne sztuki trafiły do ZKM w Zawierciu (1 szt.), Żyrardowa, Grodziska Mazowieckiego i Pruszkowa (po 2 szt.). Również w czerwcu 2022 r. pierwsze sztuki zostały wyeksportowane do Włoch – 8 szt. dla przewoźnika SASA z Bolzano.
27 maja 2024 roku, jedna sztuka została dostarczona do PU ZGM Nowy Tomyśl.
Dostawa 5 sztuk do MKS Mielec planowana jest w III kwartale 2024 roku. 